# Marcantonio Barbaro

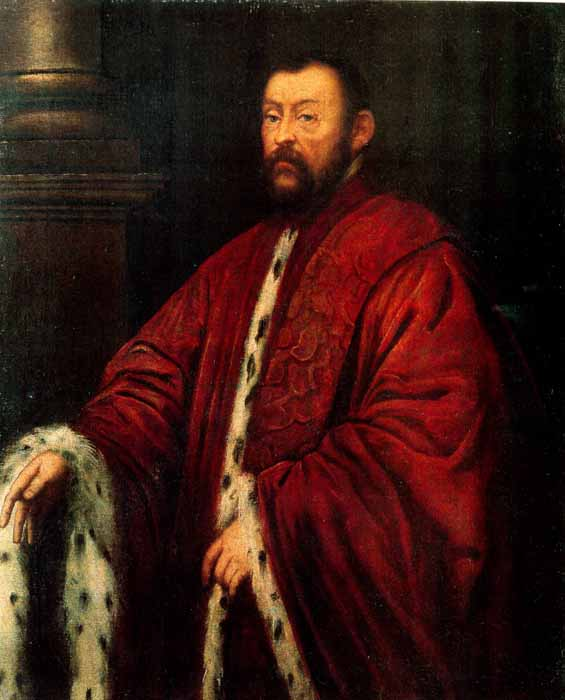
Marcantonio Barbaro por Tintoretto.

Marcantonio Barbaro (1518 – 1595) fue un diplomático italiano de la República de Venecia.

## Familia
Nació en Venecia en el seno de la aristocrática familia Barbaro. Su padre era Francesco di Daniele Barbaro y su madre Elena Pisani, hija del banquero Alvise Pisani y Cecilia Giustinian.
Barbaro se casó con Giustina Giustiniani en 1534 y tuvieron cuatro hijos uno de los cuales, Francesco, llegó a ser Patriarca de Aquilea, y otro, Alvise, se casó con una hija de Jacopo Foscarini.
A la muerte de Francesco Barbaro, Marcantonio y su hermano mayor Daniele Barbaro heredaron conjuntamente una finca en Maser. Ya había una casa en la finca, pero los hermanos la sustituyeron por una nueva casa diseñada para ellos por el arquitecto Palladio; esta Villa Barbaro se conserva ahora como parte del Patrimonio Mundial "Ciudad de Vicenza y las Villas palladianas del Véneto". Es probable que los hermanos interviniesen en el diseño del edificio. Daniele era un escritor que publicaba y se interesaba por la arquitectura Marcantonio Barbaro era un escultor aficionado, y parece que se centró principalmente en el jardín de la nueva casa (en particular, en un elemento acuático, el ninfeo).
Hacia el final de la vida de Palladio, éste le encargó el diseño de una capilla circular, el Tempietto, para la finca de Maser, y supervisó personalmente su construcción. Sin embargo, Marcantonio no fue enterrado en Maser, sino en la capilla familiar de San Francesco della Vigna en Venecia.

## Carrera e intereses
Marcantonio fue educado en la Universidad de Padua. en la década de 1590 vuelve a la Universidad como su Rector cuando Galileo enseñaba allí en el mismo tiempo.
Barbaro también fue senador y utilizó su posición como senador para influir en la arquitectura pública en Venecia. En 1558 él y su hermano Daniele apoyaron el diseño de Palladio de una nueva fachada de la Catedral de San Pietro di Castello. El proyecto de Palladio para reconstruir el Palacio Ducal tras un incendio fue rechazado a pesar del apoyo de Barbaro. Sin embargo, el diseño de Palladio para la iglesia del Redentor fue aprobado por el Senado.
Después de la muerte de Palladio, Barbaro transfirió su apoyo a Vincenzo Scamozzi. En 1587 apoyó el diseño de Scamozzi para un puente de Rialto de tres arcos, pero se eligió el diseño de Antonio da Ponte para un puente de un solo arco, y fue uno de tres nobles venecianos designados para supervisar la reconstrucción del puente. 
Marcantonio fue uno de los primeros pioneros de los derechos de los judíos en la República de Venecia. Desempeñó un papel fundamental en la aceptación de Salomón de Udine, embajador turco en Venecia, en el Palacio Ducal.